# Centrolene buckleyi
Centrolene buckleyi là một loài ếch thuộc họ Centrolenidae.
Loài này có ở Colombia, Ecuador, và Peru.
Môi trường sống tự nhiên của chúng là rừng mây ẩm nhiệt đới và cận nhiệt đới, vùng cây bụi nhiệt đới hoặc cận nhiệt đới vùng đất cao, đồng cỏ nhiệt đới hoặc cận nhiệt đới vùng đất cao, và sông ngòi. Nó ngày càng hiếm gặp do mất môi trường sống.

## Hình ảnh

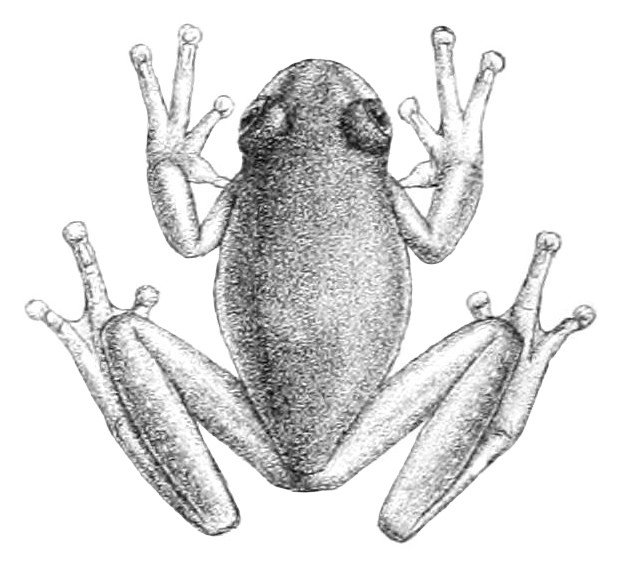
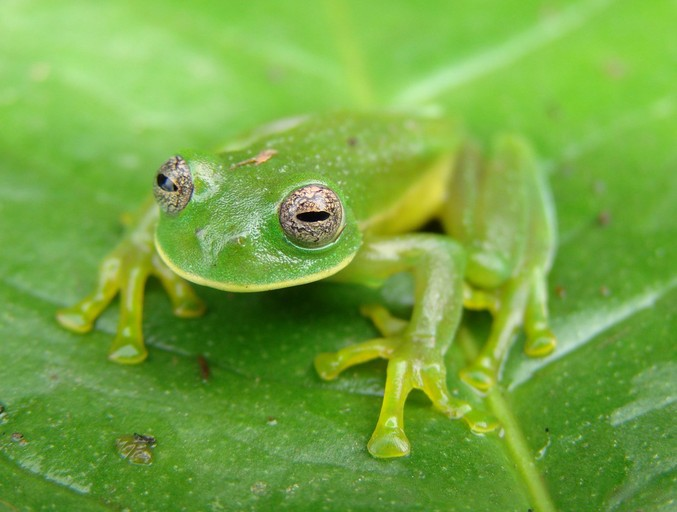